# Свідчення Рендольфа Картера
Свідчення Рендольфа Картера (англ. The Statement of Randolph Carter) — назва фантастичного оповідання жахів американського письменника Говарда Лавкрафта, написаного в грудні 1919 року і надрукованого в аматорському журналі The Vagrant у травні наступного року.
У своєму оповіданні Лавкрафт описує травматичний досвід персонажа Рендольфа Картера на кладовищі. З Картером він представив персонажа з автобіографічними рисами, який згодом з'явиться в інших оповіданнях.

## Сюжет

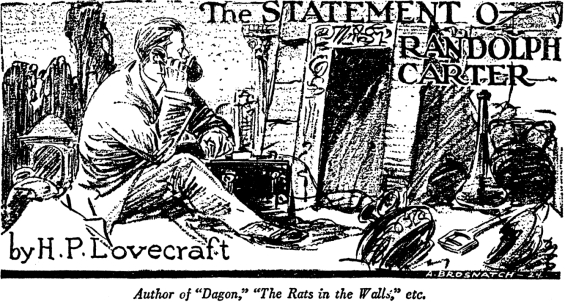
Ілюстрація Ендрю Броснатча (Andrew Brosnatch)

Твір задуманий як свідчення Рендольфа Картера перед поліцією, яка має вирішити, чи затримувати його. Картера знайшли на краю болота в розгубленому стані, а його друг Гарлі Воррен відтоді зник. Від першої особи автор, Картер, розповідає у спогадах про події тієї ночі, коли зник його друг, а також заглиблюється в передісторію. Навіть під загрозою страти він не зміг розповісти про інцидент більше, ніж те, що вже повідомляв з туманної пам'яті. Цілком можливо, що правдивими є свідчення очевидця, який стверджує, що бачив їх удвох на Гейнсвіль Пайк, звідки вони рухалися до кипарисового болота.
Відомо, що Воррен займався прочитанням окультних книг, привезених з Індії, мову яких він не розумів. Невідомими йому були персонажі привезеної «диявольської книги», яку Воррен мав при собі тієї фатальної ночі і зміст якої тримав у таємниці. З похмурим виразом обличчя він розповів Картеру теорію з цієї книги про те, що деякі трупи не розкладаються і спочиватимуть у своїх могилах віками.
Наступної ночі, озброївшись ліхтарями, лопатами та інструментами, вони вирушають на кладовище, розташоване в сирій долині. Місцевість заросла чагарниками та іншим бур'яном, а навкруги: зруйновані надгробки, почесні гробниці та фасади мавзолеїв. Вони доходять до вивітреного місця поховання, яке очищають від землі та лабузиння, відсувають важку плиту і відкривають темний отвір. У світлі ліхтарів вони помічають кам'яні сходи, що ведуть у темряву. Картер хоче супроводжувати спочатку впевненого Воррена в глибину, але залишається позаду, попри його протести, оскільки його слабкі нерви не витримують жаху майбутньої роботи, інакше він збожеволіє і, ймовірно, помре.
Тож Воррен сам спускається вниз, але тримає зв'язок з Картером за допомогою телефону з довгим шнуром. Через чверть години тривожного очікування він чує з трубки переляканий голос друга, чий нервовий шепіт здається йому страшнішим, «ніж найгучніший крик». Він бачить щось жахливе, що не наважується описати в деталях, оскільки ніхто не може жити далі з цим знанням, і воно не піддається уяві. Незабаром він неодноразово вимагає від Картера знову закрити могилу, відсунути плиту і втекти («Зникни!»). Той, однак, засипає його запитаннями і вирішує прийти до нього, на що Воррен відчайдушно відмовляється — вже пізно, він може тільки тікати, вони більше не побачаться. Зрештою, шепіт Воррена переходить у крик, за яким настає тиша. Тривожні запитання Картера довго залишаються без відповіді, аж поки він не чує невимовний голос, що ніби долинає з «незбагненних глибин» могили: «Дурень, Воррен мертвий!».

## Персонажі
- Рендольф Картер (англ. Randolph Carter) — один із найпоширеніших персонажів Лавкрафта. Енциклопедія Г. Ф. Лавкрафта розміщує події оповідання після подій «Сновидні пошуки незвіданого Кадата» і перед «Невимовне» та «Срібним ключем».
- Гарлі Воррен (англ. Harley Warren) — окультист, вивчав книжки стародавніми мовами. Його приємний, оксамитовий тенор був, попри кошмарну обстановку, таким же спокійним, як завжди. Вважав себе людиною із залізними нервами. Харлі Воррен згадується в «Срібний ключ», «Брама срібного ключа», а також у серії «Тітус Кроу» Брайана Ламлі.

## Навіяння
В основу оповідання Лавкрафт поклав сон, який він записав, додавши лише преамбулу, щоб зробити його більш плавним як оповідь, і написав його у формі свідчень, наданих поліції. Розповідь про справжній сон Лавкрафта можна знайти в одному з його листів до Августа Дерлета.

## Критика
Такі автори, як Джин Вулф або Брайан Ламлі, які підхопили міфи Ктулху, також включили цю постать у свої твори. Друг Лавкрафта по листуванню Кларк Сміт, який перебував під його впливом, міг впізнати себе в персонажі третьої казки Картера «Срібний ключ». За його словами, він записав оповідання «Прозріння смерті» (анг. The Epiphany of Death) всього за кілька годин 25 січня 1930 року, перечитавши «Свідчення Рендольфа Картера», а через два дні надіслав Лавкрафту присвячену йому копію. За його словами, за атмосферою та прихованим жахом він був кращим, ніж він пам'ятав; він не знайшов у ньому жодних слідів незрілості. Лавкрафт був задоволений, назвавши твір «найпримарнішою та найзахопливішою історією», яку він «читав протягом століть», і похваливши стиль з його «урочисто-похмурою музикою», яка нагадувала йому «про те, що він. . музикою», яка нагадала йому Едгара Аллана По. Свідчення Рендольфа Картера послужили шаблоном для кількох фільмів, одним з яких є "Неназваний II".
На думку С. Т. Джоші, це найцікавіше оповідання жахів Лавкрафта, написане між 1919 і 1921 роками, яке демонструє його прогрес як письменника. Лавкрафт хотів перенести в нього настрій свого кошмару і показав це через провали в пам'яті і стрибки в оповіді Картера, чиї висловлювання здаються такими, ніби він все ще спить. Це стосується і фіналу оповідання з остаточно непоясненою природою істоти, яку можна почути лише через телефон.

## Паралелі
- В оповіданні «Склеп» дух померлого намагався оволодіти тілом свого предка.
- В оповіданні «Срібний ключ» згадується, що Воррен вижив і повернувся в Аркхем, хоча, і сам не свій.
- В оповіданні «Крізь браму срібного ключа» згадується Воррен.

## Адаптації
- «Свідчення Рендольфа Картера» та Рендольф Картер посідають чільне місце у фільмі «Лавкрафтянин: Коло корабельного майстра» (анг. Lovecraftian: The Shipwright Circle) Стівена Філіпа Джонса.
- За мотивами цієї історії було знято кілька фільмів, зокрема «Свідчення Рендольфа Картера» (анг. The Testimony of Randolph Carter) (1987), «Безіменний II: Свідчення Рендольфа Картера» (анг. The Unnamable II: The Statement of Randolph Carter) (1993), «13 березня 1941 року» (анг. 13:de mars, 1941) (2004) та «Каммарен» (анг. Kammaren) (2007).
- Свідчення Рендольфа Картера[7] — інтерактивна версія історії з альтернативними кінцівками.
- Рендольф Картер є ключовим елементом роману «Коза Носферату» (анг. Cosa Nosferatu), фентезі/кримінального/жахливого роману за участю Еліота Несса та Аль Капоне, дія якого розгортається в Чикаго 1930-х років, оточеному нежиттю в стилі Лавкрафта.
- «Свідчення Рендольфа Картера» було вільно адаптовано як комікс жахів, відомий під назвою «Могила» Г. Ф. Лавкрафта[8].
- Пісня «You Fool, Warren is Dead!» гурту The Darkest of the Hillside Thickets заснована на цій історії.